# Waikato Rugby Union
Die Waikato Rugby Union (WRU) ist der Rugby-Union-Provinzverband der Region Waikato auf der Nordinsel Neuseelands. Die Verbands- und Trikotfarben sind rot, gelb und schwarz. Die Auswahlmannschaft des Verbandes in der nationalen Meisterschaft ITM Cup trägt ihre Heimspiele im Waikato Stadium in Hamilton aus. Der Verband wurde 1921 gegründet.
Spieler aus Waikato stellen den größten Teil der Mannschaft Chiefs, die in der internationalen Meisterschaft Super Rugby spielt. Aus diesem Grund werden die Heimspiele der Chiefs ebenfalls in Hamilton ausgetragen.

## Erfolge
- 1 Meistertitel der National Provincial Championship: 1992
- Meister des Air New Zealand Cup: 2006
- 52 Siege in 86 Spielen um den Ranfurly Shield, Pokalinhaber in den Jahren 1951, 1952, 1966, 1980, 1993, 1996, 1997

## Bekannte ehemalige und aktuelle Spieler
- Sosene Anesi
- Don Clarke
- Warren Gatland
- Marty Holah
- Byron Kelleher
- Sione Lauaki
- Jonah Lomu
- John Mitchell
- Mils Muliaina
- Sitiveni Sivivatu
- Mark van Gisbergen